# Kinizsi István
Kinizsi István (angolul: Stephan Kinizsy) (Szászcsávás, Kis-Küküllő vármegye, 1826. október 29. – Segesvár, 1886. február 1.) 1848-49-es huszárszázados és nyugalmazott magyar királyi honvédőrnagy.

## Életútja
Szászcsáváson édesapja, Kinizsi Mihály nemes származású megyei főorvos, táblabíró és birtokos volt. Középiskoláit Marosvásárhelyt járta és a jogot hallgatta, amikor 1848-ban kitört a szabadságharc, mire beállt a 15. Mátyás-huszárezredbe. Augusztus 21-én tizedes lett és vitéz katona lévén, gyorsan haladt előre a ranglétrán. Az 1849. március 21-i feketehalmi csatában kitüntetvén magát, Bem József századossá nevezte ki Szebenben a Bethlen Miklós vezénylete alatt álló lovassági tanosztályhoz (equitatio). Júliusban már a vöröstoronyi szorost védelmező lovascsapat parancsnoka volt. De a Szeben felől támadó, több mint 8000 főnyi muszka sereget a csekély magyar őrség nem tudta feltartóztatni és július 20-án kiszorították a határon Oláhországba. Emigráns társaival együtt Sumlába és onnan Kiutahiába vándorolt. Kis-Ázsiában 1851. május 8-ig maradt, s amikor Mészáros Lázár volt hadügyminiszter csapatával Máltán át Angliába indult; július 5-én értek Southamptonba. Londonban keze munkájával kereste kenyerét, előbb üvegfestő lett, majd Sheffieldbe utazott és munkát kapott egy borotva- és késgyárban. Azután kis pénzsegélyt kapott hazulról és ismét Londonba tért vissza; kedélyes napokat élt az emigránsok körében. Ezután jegyzője lett Kemény Farkas báró mellett a Londonban élő magyar menekülteknek, majd felügyelő a rövid életű magyar katonai iskolában. Miután átlátta, hogy Angliában nemigen élhet meg, Amerikába hajózott, ahova 1852 májusában érkezett meg. Itt ő is aláírta azt a nyilatkozatot, amely elítélte Szedlák Mátyás Kossuth Lajost gyalázó megnyilatkozásait.
New Yorkban egymásután lett márványcsiszoló, ezüstöző és cukorgyári munkás, majd patikus egy kalandos magyar orvosnál és végül okleveles lovászmester Bostonban, Kalapsza János magyar lovagló iskolájában. De 1853 tavaszán megbetegedett és hat hétre New Yorkba ment levegőváltoztatás végett és onnan ismét vissza a lovaglóiskolához. Már a szabadságharc alatt lábai meghűltek, fájdalma azután is fokozódott és sokáig sántított; ezért sánta huszárnak nevezték bajtársai; az emigráció alatt is sokan csak e néven ismerték. Bostont is megunta; szeptemberben már New Yorkba ment, és ott jó barátai és társai körében közel két évig szolgált mint könyvvezető és tanító. 1855. július végén angol oklevelet kért az iskolától lovaglásból, és átvitorlázott Angliába. Megkísérelte a hazatérést, és augusztus 15-én ez ügyben a császárhoz folyamodott. A betegségtől és honvágytól gyötört bujdosó azonban hiába várakozott; engedélykérésére még csak nem is válaszoltak, és csalódva tért vissza ismét bostoni barátai közé.
Újabb kegyelmi kérvényére 1856. június 10-én kedvező választ kapott; szeptember utolsó hetében tért haza szülei házába. Ekkor Bethlen Sándor gróf meghívta apanagyfalusi birtokára fiai mellé angol nyelvtanítónak, akik lovagolni is tőle tanultak meg. Három évig volt a grófi családnál; 1860 kezdetén elfoglalta szászbernádi (Kis-Küküllő megye) birtokát, ahol a kiegyezésig kizárólag gazdálkodással foglalkozott, 1866-ban a marosmenti vasút építésekor angol tolmács lett 3000 forint fizetéssel; itt félévig működött. 1867 őszén megválasztották szolgabírónak megyéje zágoni járásában; 1869 őszéig szolgált; ekkor a honvédség újjászervezésekor kedve kerekedett ismét katonáskodni, és mint főhadnagyot beosztották a honvédhuszárokhoz. 1874-ben századossá léptették elő, és 1878-79-ben elvégezvén a törzstiszti tanfolyamot, kevés ideig a 10. honvéd-huszárezred Segesvárott állomásozó osztályának parancsnoka volt. A katonai szolgálatot azonban mégiscsak terhesnek találta, ezért 1881-ben nyugalomba vonult, 1882-ben pedig a király címzetes őrnagyi rangot adományozott neki. Ezután családjának és a gazdálkodásnak élt. 1886 januárjában Kis-Küküllő vármegye megválasztotta országgyűlési ellenzéki képviselőnek. Szélütés okozta hirtelen súlyos betegsége miatt azonban a képviselői mandátumot nem fogadhatta el, és néhány nappal a választás után meghalt.

## Munkája
- A «sánta huszár» naplója. Adalék az emigráczió történetéhez. Sajtó alá rendezte, s az író életrajzával bővítette Veress Endre. Kolozsvár, 1895. Szerző fénynyomatú arczképével és névaláírásával. (Az «1848-59. Történelmi Lapok» Könyvtára II. kötet. Előbb ugyanazon Tört. Lapokban jelent meg. Ezen emlékirat, melyet Kinizsi 1883-84-ben írt, a verestoronyi vesztett csatával 1849. július 20-án kezdődik és 1853-ban a bostoni eseményekkel végződik; élénk szinekkel festi az emigráció küzdelmes életét; annak egyes tagjairól sok érdekes epizódot jegyzett fel és ezzel a Kossuth-emigráció irodalmában emlékezetessé tette nevét.)
- A "Sánta Huszár" naplója. Történelmi emlékek az 1848-1849-es magyar szabadságharc katonáinak emigrációs életéből; Veress Endre nyomán sajtó alá rend., előszó, jegyz. Sebestyén Mihály; Impress, Marosvásárhely, 1999
- A "sánta huszár" naplója online